# Боківська сільська рада (Підгаєцький район)
Бо́ківська сільська́ ра́да — адміністративно-територіальна одиниця та орган місцевого самоврядування в Підгаєцькому районі Тернопільської області. Адміністративний центр — село Боків.

## Загальні відомості
- Територія ради: 16,113 км²
- Населення ради: 462 особи (станом на 2001 рік)

## Населені пункти
Сільській раді були підпорядковані населені пункти:
- с. Боків

## Населення
За переписом населення України 2001 року в сільській раді мешкала 461 особа. 100 % населення вказало своєю рідною мовою українську мову.

## Склад ради
Рада складалася з 12 депутатів та голови.
- Голова ради: Палій Ірина Омелянівна
- Секретар ради: Бутняк Ганна Василівна

### Керівний склад попередніх скликань
| Прізвище, ім'я, по батькові | Основні відомості                                                 | Дата обрання | Дата звільнення |
| --------------------------- | ----------------------------------------------------------------- | ------------ | --------------- |
| Сміх Лев Михайлович         | Сільський голова, 1963 року народження                            | 26.03.2006   | 31.10.2010      |
| Палій Ірина Омелянівна      | Сільський голова, 1962 року народження, освіта вища, позапартійна | 31.10.2010   |                 |

Примітка: таблиця складена за даними сайту Верховної Ради України

### Депутати
За результатами місцевих виборів 2010 року депутатами ради стали:

#### За суб'єктами висування
| Суб'єкт висування | Кількість обраних депутатів | %   |
| ----------------- | --------------------------- | --- |
| Самовисування     | 12                          | 100 |

#### За округами
| № округу | Прізвище, ім'я, по батькові         | Дата визнання обраним | Освіта             | Партійна приналежність | Відомості про обраного депутата         |
| -------- | ----------------------------------- | --------------------- | ------------------ | ---------------------- | --------------------------------------- |
| 1        | Шиндирівський Ігор Володимирович    | 04.11.2010            | середня спеціальна | позапартійний          | Боківська сільська рада, землевпорядчик |
| 2        | Шиндирівський Михайло Володимирович | 04.11.2010            | вища               | позапартійний          | Боківська сільська рада, бухгалтер      |
| 3        | Палій Олег Олегович                 | 04.11.2010            | незакінчена вища   | позапартійний          | тимчасово не працює                     |
| 4        | Пащак Ярослав Михайлович            | 06.08.2012            | середня            | позапартійний          | тимчасово не працює                     |
| 5        | Горчак Ганна Василівна              | 04.11.2010            | середня спеціальна | позапартійна           | тимчасово не працює                     |
| 6        | Макух Олег Ярославович              | 04.11.2010            | вища               | позапартійний          | тимчасово не працює                     |
| 7        | Бутняк Ганна Василівна              | 04.11.2010            | середня            | позапартійна           | Боківська сільська рада, секретар       |
| 8        | Коробко Борис Володимирович         | 04.11.2010            | середня            | позапартійний          | тимчасово не працює                     |
| 9        | Ковалишин Володимир Іванович        | 06.08.2012            | середня            | позапартійний          | тимчасово не працює                     |
| 10       | Чопей Василь Ярославович            | 04.11.2010            | середня спеціальна | позапартійний          | Підгаєцьке УЕГГ, слюсар                 |
| 11       | Пащак Мирослав Олександрович        | 06.08.2012            | середня            | позапартійний          | тимчасово не працює                     |
| 12       | Калабайда Марія Федорівна           | 04.11.2010            | середня спеціальна | позапартійна           | пенсіонер                               |